# Mendez
Méndez Núñez é um município de  quarta classe de renda municipal (d) na província Cavite, nas Filipinas. De acordo com o censo de 1 de maio  de  2020 possui uma população de 34 879 pessoas e 8 606 domicílios.